# Старая Чёрная
Старая Чёрная — деревня в Козульском районе Красноярского края России. Входит в состав Новочернореченского сельсовета. Находится на берегах реки Чёрная, примерно в 24 км к северо-западу от районного центра, посёлка Козулька, на высоте 261 метра над уровнем моря.

## Население
| 2010 |
| ---- |
| 35   |

По данным Всероссийской переписи, в 2010 году численность населения деревни составляла 35 человек (20 мужчин и 15 женщин).

## Улицы
Уличная сеть деревни состоит из одной улицы (ул. Трактовая).

## Транспорт
Вблизи деревни проходит автотрасса федерального значения М53 «Байкал».